# Celypha
Genre
Celypha est un genre de petits lépidoptères (papillons) de la famille des Tortricidae.

## Liste des espèces rencontrées en Europe
- Celypha anatoliana (Caradja, 1916)
- Celypha aurofasciana (Haworth, 1811)
- Celypha capreolana (Herrich-Schäffer, 1851)
- Celypha cespitana (Hübner, 1817)
- Celypha doubledayana (Barrett, 1872)
- Celypha ermolenkoi Kostyuk, 1980
- Celypha flavipalpana (Herrich-Schäffer, 1851)
- Celypha lacunana (Denis & Schiffermüller, 1775)
- Celypha rivulana (Scopoli, 1763)
- Celypha rosaceana Schläger, 1847
- Celypha rufana (Scopoli, 1763)
- Celypha rurestrana (Duponchel, 1843)
- Celypha siderana (Treitschke, 1835)
- Celypha striana (Denis & Schiffermüller, 1775)
- Celypha tiedemanniana (Zeller, 1845)
- Celypha woodiana (Barrett, 1882)